# Археологія (видання)

Обкладинка журналу

«Археоло́гія» — науковий журнал Інституту археології НАН України, де публікуються наукові здобутки вчених Інституту, науковців України та зарубіжжя ISSN 0235-3490.
«Археологія» висвітлює теоретичні питання, зв'язані з археологічними дослідженнями та вивченням стародавньої історії України від епохи палеоліту до середньовіччя, друкує матеріали про археологічні карти України, вміщує повідомлення про окремі важливі пам'ятки, подає хроніку наукового життя Інституту археології та інших археологічних установ України.
В сучасному форматі видання виходить з 1989 року чотири рази на рік. Попередниками були однойменні видання: щорічник у 1947—1970 роках (Т. 1—24) та щоквартальник у 1971—1989 роках (64 випуски).
За 56 років існування видання було опубліковано понад 1,5 тисячі статей та повідомлень. Протягом останнього десятиріччя окремі номери журналу присвячувалися видатним постатям в археологічній науці або ювілейним датам: ювілей початку дослідження пам'яток трипільської культури (№ 3, 1993), Ольвії (№ 2, 1994), 10-річчю Міжнародної асоціації Академій наук (№ 3, 2003), 85-річчю діяльності Національної Академії наук України (№ 4, 2003) та ін.
Головний редактор журналу — член-кореспондент НАН України Віктор Петрович Чабай [Архівовано 25 квітня 2022 у Wayback Machine.].